# Rătești, Buzău
Rătești este un sat în comuna Berca din județul Buzău, Muntenia, România.
1. ↑   (PDF) https://primariaberca.ro/wp-content/uploads/2017/09/Strategia-de-dezvoltare-2010-2025-a-comunei-Berca.pdf Lipsește sau este vid: |title= (ajutor)